# حسونة العياشي
حسونة العياشي، ولد عام 1873 بسوسة وتوفي عام 1958، محام وطني تونسي.

## البدايات
- ولد في عائلة علمية ودينية كانت لها علاقات قرابة مع عائلات أخرى ذات مكانة.
- درس الابتدائي بسوسة ثم تحول إلى الحاضرة حيث أحرز على شهادة البروفي العربي والفرنسي، وهو ما سمح له ابتداء من عام 1893 بالتدريس بالمنستير معلما ثم بمعهد كارنو بالعاصمة، ثم بالوظيفة العمومية كمترجم بإدارة المراقبات الفلاحية.
- سنحت له الفرصة بعد ذلك للتحول إلى العاصمة الفرنسية باريس لدراسة الحقوق، وهناك نشط مع حركة تركيا الفتاة وتعرف على بعض الفرنسيين ممن سيكون لهم دور سياسي هام ومن بينهم إدوارد هريو (Edouard Herriot).

## في المحاماة
بعد حصوله على الإجازة عاد حسونة العياشي إلى تونس، فتح مكتبا له في كان مدينة سوسة، وسرعان ما ذاع صيته بين الناس إذ كان يتطوع للدفاع عن الفيرافع باللغتين ويتطوع للدفاع عن الفقراء. وبرز كأهم شخصية في منطقة الساحل آنذاك. وقد تتلمذ على يديه عدد ممن سيبرزون في الحركة الوطنية ومن أهمهم الهادي نويرة ومحمد معرف وأحمد نور الدين.

## في الصحافة
كتب حسونة العياشي في الصحافة عندما كان طالبا باريس وقد كتب في المجلة الأسبوعية التي كانت تصدرها حركة تركيا الفتاة. كما لمع في جريدتي الزهرة والحاضرة بالإضافة إلى لاديبيش تونيزيان (La dépêche tunisienne) ولوتونيزيان (Le tunisien).

## في السياسة
كان حسونة العياشي من مؤسسي الحزب الحر الدستوري سنة 1920، وشارك في الوفد الثاني الذي أرسله الحزب إلى باريس لتقديم الطالب الوطنية. وفي عام 1922 كان من المنشقين عن الحزب الذين أسسوا حزبا جديدا هو الحزب الإصلاحي. وفي الثلاثينات انضم إلى الحزب الحر الدستوري الجديد وشارك في مؤتمر نهج التريبونال المنعقد عام 1937 وألقي عليه القبض في العام الموالي.

## وصلة خارجية
مداخلة حول حسونة العياشي

## مرجع
- جريدة كل الناس، 10 -16 جانفي 2009، المحامي الوطني والصحفي التقذمي حسونة العياشي.